# Habenaria bacata
Habenaria bacata är en orkidéart som beskrevs av Robert Louis Dressler. Habenaria bacata ingår i släktet Habenaria och familjen orkidéer.
Artens utbredningsområde är Belize. Inga underarter finns listade i Catalogue of Life.